# Total Recall (Padre de familia)
Total Recall (titulado Sustitutos en Hispanoamérica y Desafío total en España) es el décimo octavo episodio de la décima temporada de la serie de televisión cómica animada Padre de familia. Se estrenó originalmente el 28 de abril de 2013. Está escrito por Kristin Long y dirigido por Joseph Lee.

## Argumento
Peter amanece enfermo, eso ocasiona que su voz se altere y sea más profunda a la cual Lois la considera sumamente excitante. Después de hacer el amor, Peter va a su partido de bolos. Cuando se recupera, Lois descubre que ese toque excitante de su voz se ha ido y ya no sexy. Peter decide a enfermarse otra vez para volver a la voz que le encanta a Lois. Después de varios intentos por conseguir ponerse enfermo termina en el hospital, pero trata de salir e ir a su torneo de bolos. Él decide enlistar a Lois para ocupar su lugar, y a pesar de sus objeciones ella está de acuerdo. Los chicos tienen algunas reservas, pero Lois lo hace muy bien, y termina ganando el juego. Celebrando en el Drunken Clam, Lois se une a la charla sobre sexo de los chicos. Joe sorprende a todos con tres entradas para un partido de los Medias Rojas. Peter aparece para unirse a ellos pero ellos dicen que no tienen una entrada para él, y prefieren ir con Lois. Después del partido, Peter se enfrenta a Lois acerca de salir con sus amigos, lamentando que son todo lo que tiene. Peter se une a los otros, pero por sus celos y desesperación los abandona. Lois se siente mal por él, ella decide ayudar a Peter a recuperar su lugar, al rechazar una noche para permitir a Peter para reunirse con sus amigos.
Mientras tanto, la compañía que fabricó a Rupert pide que devuelvan a los osos de peluche porque los ojos posiblemente se aflojen y Lois lo envía de vuelta. Cuando Stewie descubre su desaparición, Brian le dice lo que pasó y le muestra la jirafa juguete de reemplazo que enviaron pero es rechazado por Stewie. Stewie decide ir a la fábrica y recuperar Rupert a toda costa y pide la ayuda de Brian. Se deslizan en la fábrica en un viaje y encuentran la sala de devoluciones, sólo para darse cuenta de que hay miles de osos idénticos. Stewie se desespera de no encontrar el verdadero Rupert, él ve a una cinta transportadora de carga con juguetes dirigidos hacia horno y se descubre que el verdadero Rupert se encuentra ahí. Stewie logra llegar a la banda para tomar a Rupert. Cuando Rupert está a punto de caer al horno, Stewie logra agarrarlo y el mismo trata de alejarse del bordo. Brian intenta de varias maneras hacer que la cinta se detenga, lo logra al poner un palo sobre los engranes que hacían que funcionara. Stewie celebra el volver a tener a Rupert de regreso, uno de los ojos de Rupert se dispara y cae en la boca de Stewie. Stewie aparentemente ahoga y deja de respirar. Chris pasa por ahí y con naturalidad le grita a Lois "Mamá, Stewie está muerto".

## Recepción
Kevin McFarland de The A.V. Club dio al episodio una calificación de "C" diciendo: "El argumento B es mucho más alegre y divertido y mucho menos problemático. Stewie y Brian van en una misión para rescatar a Rupert, que ha sido retirado del mercado por la empresa de juguetes que fabrica el oso de peluche debido al riesgo de asfixia de los ojos fácilmente desmontables. Hay muchas maneras diferentes que podría haber pasado, de un episodio entero dedicado a una búsqueda exhaustiva, de largo alcance, a un Willy Wonka de estilo romp alrededor de una fábrica de juguetes, pero enterrados en este episodio de la otra historia de los ritmos juegan en manera predecible. Ya estamos por conseguir otro episodio de "Road To..." esta temporada, por lo que un paseo por la fábrica de juguetes asume un episodio probablemente parece demasiado para un solo año."
Carter Dotson de TV Fanatic dio el episodio un cuatro de cinco estrellas, diciendo: "Esto no será recordado como un grande de todos los tiempos en la serie; La introducción al estilo de Modern Family se sentía débil y todavía había mucho humor perezoso, pero será una forma sólida de pasar el tiempo cuando el episodio se transmite en la sindicación y yo invariablemente siempre veo un millón de veces en Adult Swim."
Mark Trammell de TV Equals dijo: "Ante las quejas de algunas personas que el espectáculo estaba perdiendo contacto con lo que hacen ellos, en primer lugar, éste debió dar en el blanco en su mayor parte justo como un clásico episodio de la serie. Aunque aprecio el intento de dirigir las cosas lejos de esa clase de cosas a favor de los chistes más originales. Tengo que admitir que me reí más veces en este episodio que en los de hace algún tiempo. Por lo demás, yo simplemente lo disfruté más, refiriendo al guion.
John Blabber de Bubbleblabber: "dio al episodio un 9 sobre 10 diciendo:El episodio de esta semana de Padre de familia Conviene guardar en su TiVo para ver una y otra vez porque es escandalosamente divertido.

## Referencias culturales

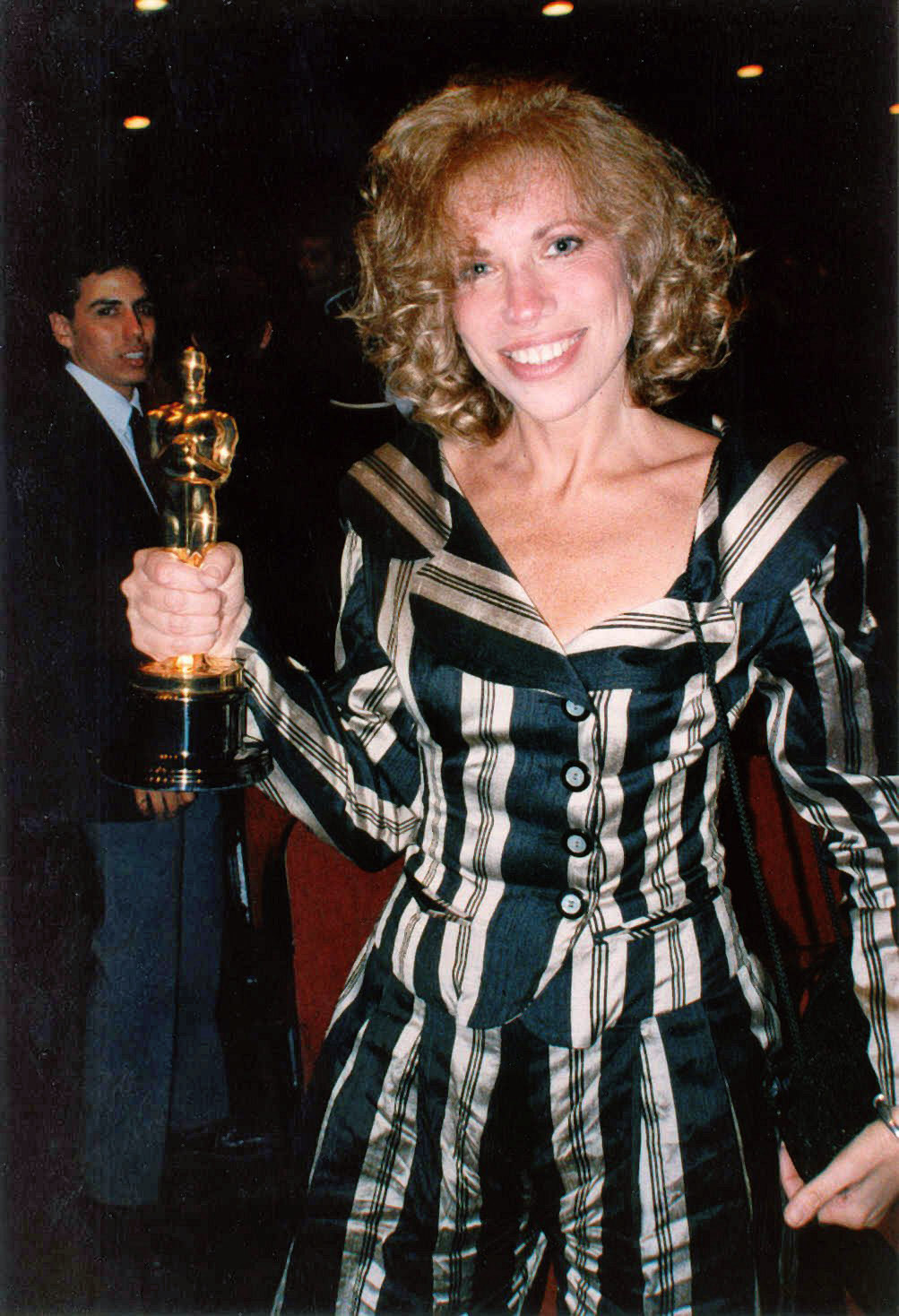
Carly Simon, invitada especial en el episodio.